# 5697 Arrhenius
För andra betydelser, se Arrhenius.
5697 Arrhenius eller 6766 P-L är en asteroid i huvudbältet som upptäcktes den 24 september 1960 av den nederländsk-amerikanske astronomen Tom Gehrels och det nederländska astronomparet Ingrid van Houten-Groeneveld och Cornelis Johannes van Houten vid Palomarobservatoriet. Den är uppkallad efter den svenske nobelpristagaren Svante Arrhenius.
Asteroiden har en diameter på ungefär 16 kilometer.